# Cristo Re (Świebodzin)

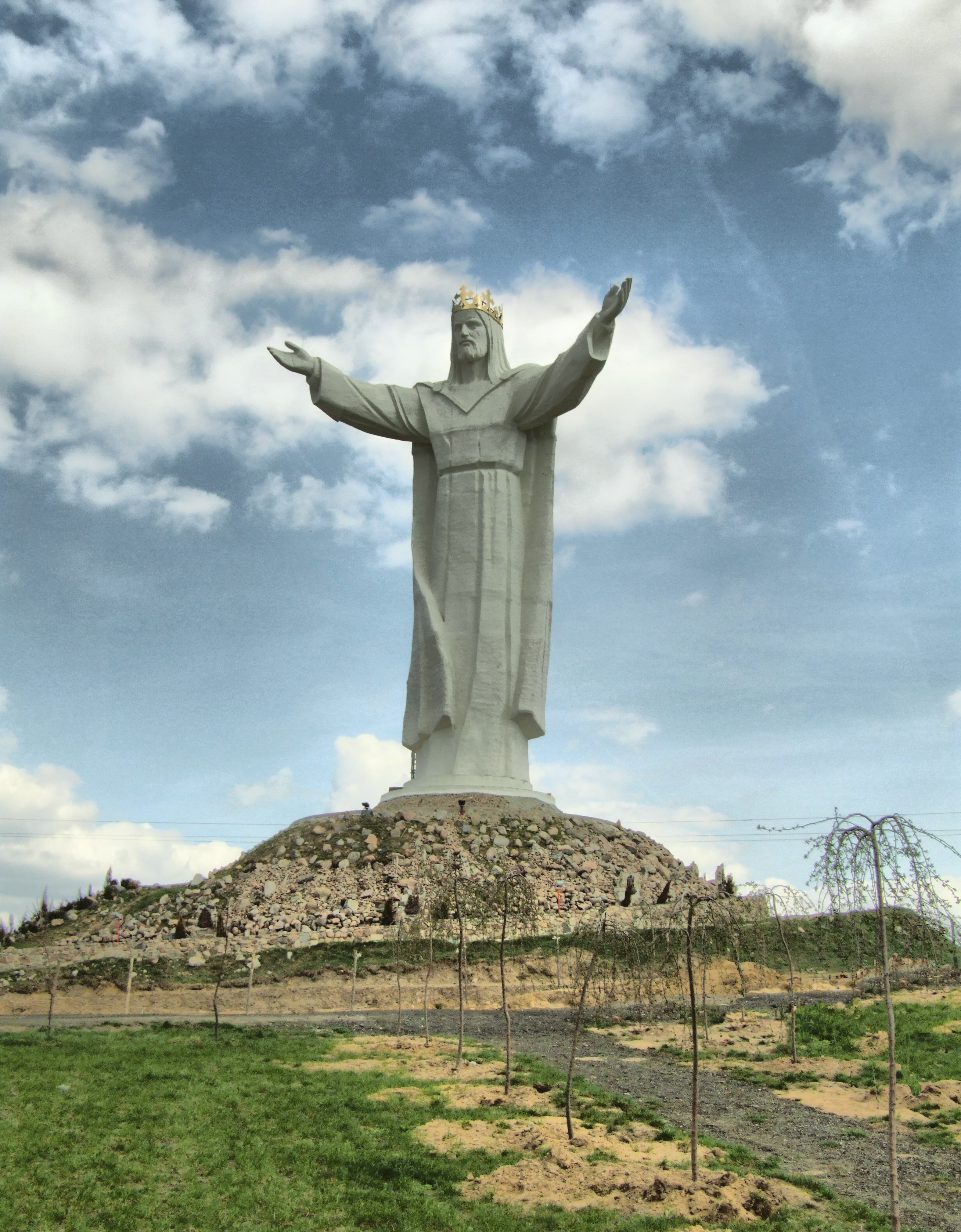
Veduta della statua, completata nel novembre del 2010.

La statua di Cristo Re (in polacco Pomnik Chrystusa Króla) è un colossale monumento di Świebodzin, in Polonia, la cui costruzione è stata completata il 6 novembre 2010. La statua ha un'altezza complessiva di 52,5 metri. La figura di Cristo è alta 36 metri ed il basamento 16,5. La statua pesa 440 tonnellate. Il progetto della statua è stato concepito e realizzato da Sylwester Zawadzki, un sacerdote in pensione. È la statua di Cristo più alta del mondo, sebbene vi siano classifiche diverse a seconda del computo del basamento.

## Caratteristiche
La statua ha un'altezza complessiva di 52,5 metri. La statua vera e propria ha un'altezza di 36 metri. È costruita su fondazioni di pietre e ghiaia di 16,5 metri. La corona misura 3 metri di altezza e 3,5 metri di diametro ed è interamente placcata d'oro. Il capo di Cristo è alto 4,5 metri e pesa 15 tonnellate. Ciascun braccio è lungo 6 metri e la distanza fra la punta delle dita è di 24 metri. La statua pesa 440 tonnellate. È stata realizzata in cemento e fibra di vetro. È la statua di Cristo più alta del mondo, sebbene vi siano classifiche diverse a seconda del computo del basamento. È di 6,5 metri più alta della celebre statua del Redentore di Rio de Janeiro.

## Progetto

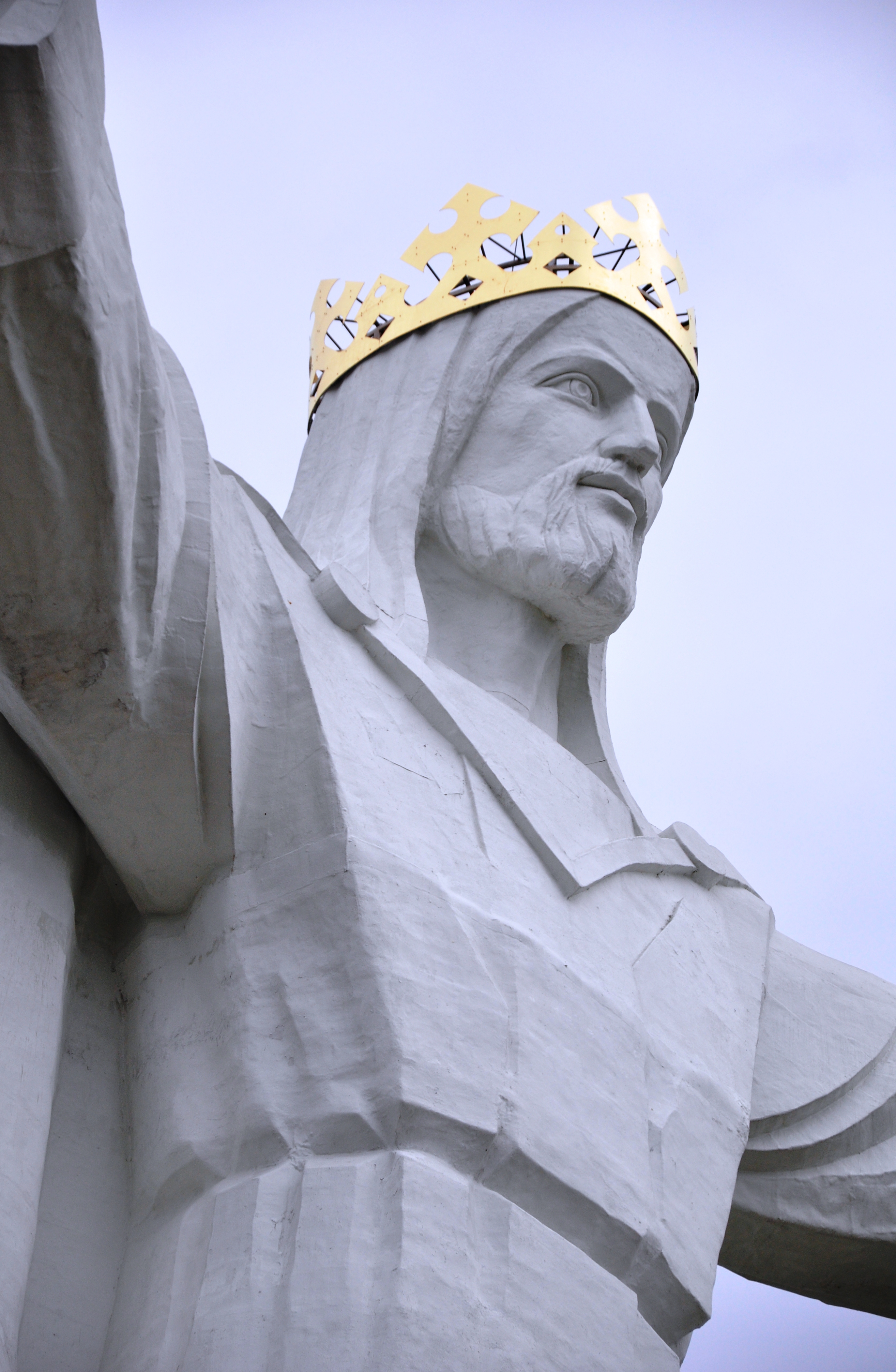
Primo piano del Cristo Re.

Il progetto di diversi elementi della statua è opera di diversi artisti; il progetto della scultura è di Mirosław Kazimierz Patecki con la consulenza tecnica di Jakub Marcinowski e di Mikołaj Kłapeć, entrambi dell'Università di Zielona Góra. Alcuni elementi delle vesti e delle braccia sono stati disegnati rispettivamente da Tomasz Stafiniak e Krzysztof Nawojski. Marian Wybraniec ha progettato le fondazioni. I lavori di costruzione sono stati portati a termine dal personale del santuario della Divina Misericordia di Świebodzin, fra cui saldatori, fabbri e meccanici.

## Costruzione

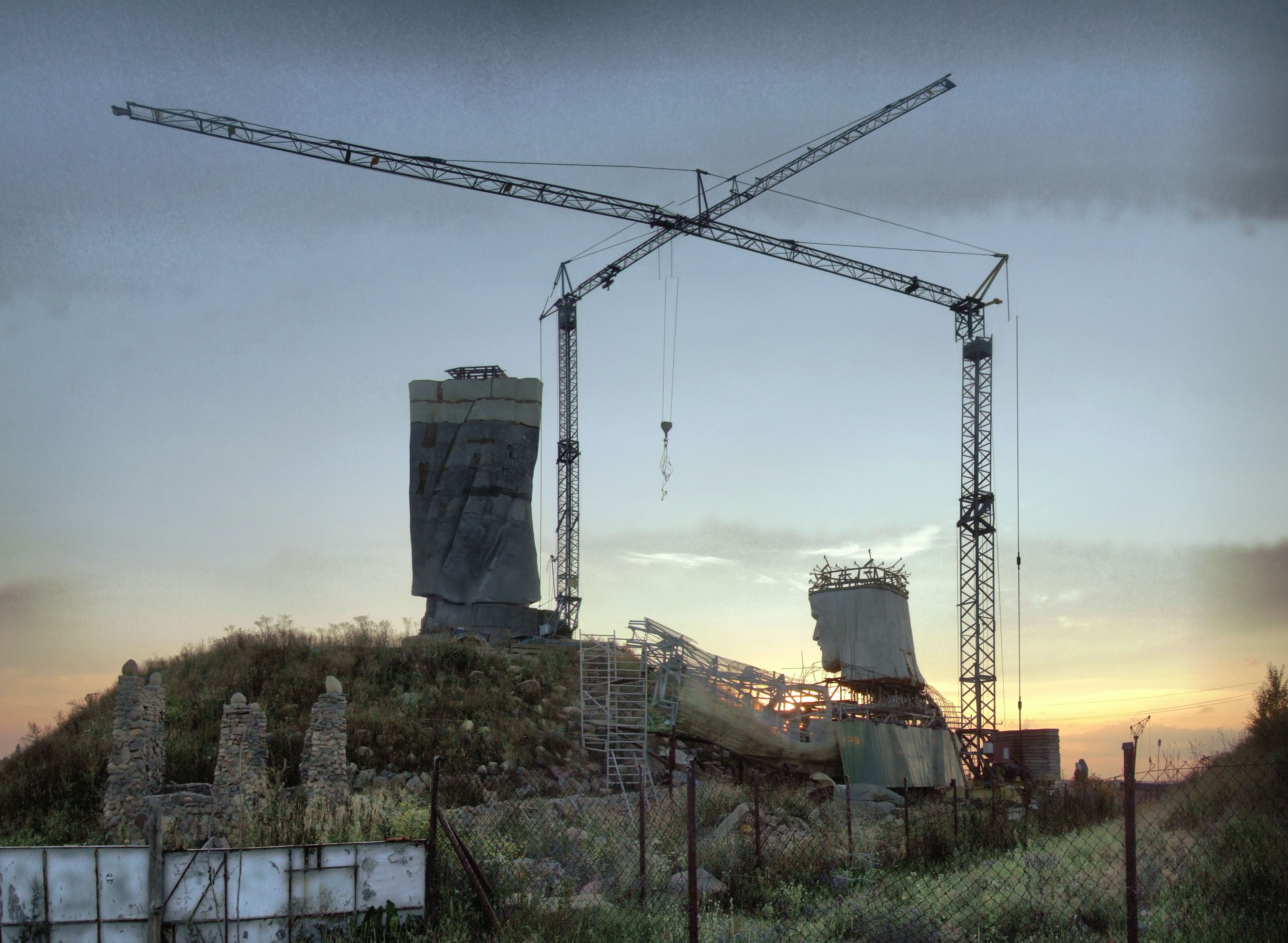
La statua in costruzione nell'agosto del 2010.

Il 29 settembre 2006 il consiglio comunale di Świebodzin approvò una delibera per la statua di Cristo Re. Il presidente ebbe mandato di informare il vescovo di Zielona Góra-Gorzów. Sembra che inizialmente ci fosse un parere negativo della Congregazione per il Culto Divino e la Disciplina dei Sacramenti. Il progetto fu temporaneamente sospeso dalle autorità civili per motivi di sicurezza. Grazie al finanziamento dei fedeli locali e di altri anche dal Canada, la statua fu completata il 6 novembre 2010.
Il 21 novembre 2010 l'opera è stata inaugurata alla presenza del cardinale Henryk Gulbinowicz e di alcuni vescovi locali.

## Critiche
Gli ideatori sono stati fatti oggetto di critiche, accusati di megalomania soprattutto da parte di altri cattolici. Un esperto ha avanzato dubbi sulla durata dell'opera, in quanto le sue fondazioni non sarebbero abbastanza profonde.